# 鹿島鹿角

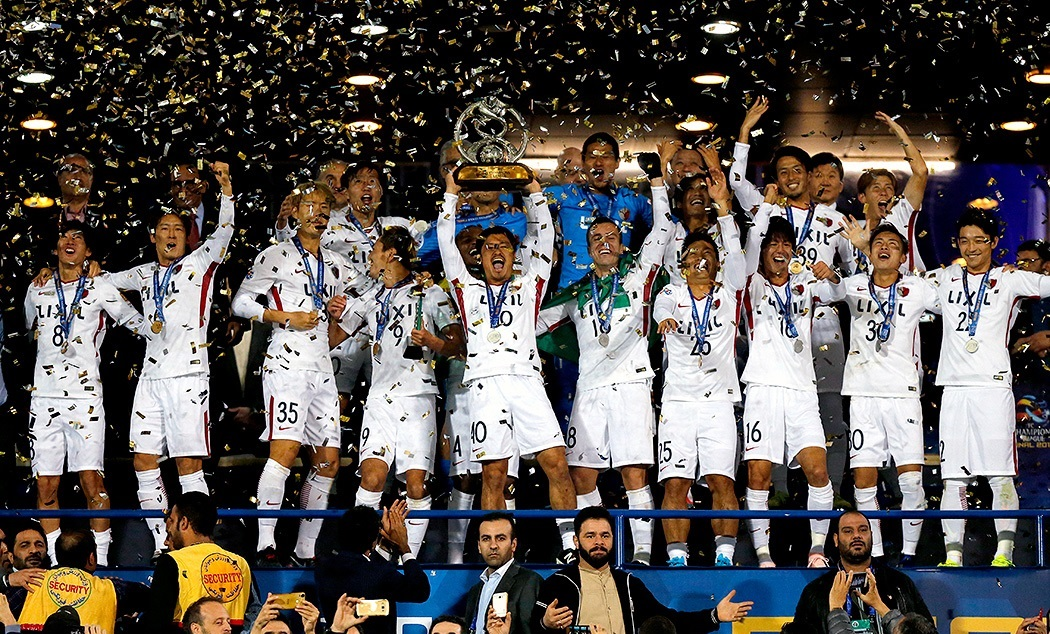
球队夺得2018年亚足联冠军联赛冠军

鹿島鹿角（日语： Kashima Antorāzu */?）是一間位於日本茨城縣的職業足球會，球會根據地位於茨城縣鹿嶋市、潮來市、神栖市、鉾田市和行方市，球隊在1975年成立，現時在日本職業足球聯賽比賽。球會主場是位於鹿嶋市的鹿島足球體育場(カシマサッカースタジアム)。
在2000年，鹿島鹿角奪得了聯賽冠軍、聯賽盃以及天皇盃冠軍，成為了日本首支球隊奪得三冠王的榮譽（直到2014年，才由大阪飛腳成為第二支三冠王球隊）。
2016年的國際足總俱樂部世界盃當中，成為第一支打進冠軍賽的亞洲球隊。加時賽以 2–4 輸給皇家馬德里，獲得亞軍。
2018年，鹿島鹿角首次奪得亞冠冠軍。

## 歷史

### 日職聯以前
鹿島鹿角的前身為住友金屬工業足球部，於1947年在大阪市成立，1974年球隊開始參加當時日本足球聯賽乙組賽事，及其後1985年首次提升到日本足球聯賽比賽，但取得6勝3和13負的成績，只位於聯賽尾二而降班，同年將根據地搬遷到茨城縣鹿嶋市（當時的鹿島郡鹿島町及大野村），翌年他們再次成為升班馬提升到日本足球聯賽，可惜1989年降级。

### 進入日職聯
1991年10月1日得到當地自治，企業公司共同注資之下成立鹿島鹿角，球隊的名字Antlers是英語，意作鹿角，代表鹿島神宮的神鹿，而鹿角代表了茨城縣的茨。同年得到巴西名將薛高的加盟，1993年成為首屆日本職業足球聯賽的球隊，並奪得首循環聯賽冠軍，可惜冠軍附加賽總比數0比2不敵川崎讀賣未能桂冠。直到1996年成功奪得日本職業聯賽總冠軍。之後的數年，鹿島鹿角一直與磐田山葉多次爭奪聯賽冠軍，成為日本近來球壇兩大宿敵。在2000年成為了首支日本隊伍奪得三冠王的榮譽。
2018年11月11日，亞冠盃決賽第二回合，鹿島鹿角作客伊朗的柏斯波利斯，最終雙方打和0比0，鹿島亦憑首回合贏2比0賽果，總比數以2比0贏得冠軍。今次是鹿角創會以來首個亞洲聯賽冠軍盃冠軍。

## 球員、隊職員

### 隊職員
| 職位       | 姓名         | 出生日期       | 先前職務                | 就任年份 | 備註 |
| 總教練     | 鬼木達       | 1974年4月20日  | 川崎前鋒教練            | 2025年   |      |
| 教練       |              |                |                         |          |      |
| 鈴木隆二   | 1979年5月7日 | 早稲田大学     | 2022年                  |          |      |
| 中村幸聖   | 1981年4月5日 | 新潟天鵝       | 2022年                  |          |      |
| 守門員教練 | 佐藤洋平     | 1972年11月22日 | U-23日本代表 守門員教練 | 2018年   |      |
| 技術指導   | 有江卓       | 1994年7月1日   | 福岡黃蜂技術指導        | 2020年   |      |
| 物理治療師 | 咲花正弥     | 1974年6月13日  | 神戶勝利船體能教練      | 2022年   |      |

### 現役球員（2025年）
1. 以下球員名單更新於2025年7月14日
2. 球員編號參照鹿島鹿角官方網站 （页面存档备份，存于）
3. 國籍圖標根據國際足協的參賽資格定義，但球員可能會持有多於一個非國際足協定義的國籍

| 號碼     | 國籍     | 球員名（英文名）                                     | 出生日期       | 加盟年份 | 前屬球會               |
| 守 門 員 | 守 門 員 | 守 門 員                                             | 守 門 員       | 守 門 員 | 守 門 員               |
| -------- | -------- | ---------------------------------------------------- | -------------- | -------- | ---------------------- |
| 1        | 日本     | 早川友基（Tomoki Hayakawa）                          | 1999年3月3日   | 2021年   | 明治大学               |
| 21       | 日本     | 山田大樹（Hiroki Yamada）                            | 2002年1月8日   | 2024年   | 岡山綠雉               |
| 29       | 日本     | 梶川裕嗣（Yuji Kajikawa）                            | 1991年7月26日  | 2024年   | [磐田喜悅]]            |
| 38       | 大韩民国 | 朴義正（Park Ui-jong）                               | 2004年5月22日  | 2023年   | 漢陽工業高校           |
| 後 衛    |          |                                                      |                |          |                        |
| 2        | 日本     | 安西幸輝（Yukiki Anzai）                             | 1995年5月31日  | 2021年   | 波爾蒂芒人             |
| 3        | 大韩民国 | 金太鉉（Kim Tae-hyun）                               | 2000年9月17日  | 2025年   | 鳥栖砂岩               |
| 4        | 日本     | 千田海人（Kaito Senda）                              | 1994年10月17日 | 2025年   | 東京綠茵               |
| 5        | 日本     | 関川郁万（Ikuma Sekigawa）                           | 2000年9月13日  | 2019年   | 流通経済大学付属柏高校 |
| 7        | 日本     | 小川諒也（Ryo Ogawa）                                | 1996年11月24日 | 2025年   | 聖圖爾登               |
| 22       | 日本     | 濃野公人（Kinto Koyano）                             | 2002年3月26日  | 2024年   | 関西学院大学           |
| 23       | 日本     | 津久井佳祐（Keisuke Tsukui）                         | 2004年5月21日  | 2023年   | 昌平高校               |
| 25       | 日本     | 小池龍太（Ryuta Koike）                              | 1995年8月29日  | 2025年   | 橫濱水手               |
| 28       | 日本     | 溝口修平（Shuhei Mizoguchi）                         | 2004年2月13日  | 2022年   | 青年隊                 |
| 32       | 日本     | 松本遥翔（Haruto Matsumoto）                         | 2006年9月29日  | 2025年   | 青年隊                 |
| 36       | 日本     | 佐藤海宏（Kaihi Sato）                               | 2007年2月26日  | 2025年   | 青年隊                 |
| 44       | 日本     | 大川佑梧（Yugo Okawa）                               | 2007年7月14日  | 2024年   | 青年隊                 |
| 47       | 日本     | 元砂晏翔仁ウデンバ（Anshojin Udenba Motosago）       | 2009年3月10日  | 2025年   | FC弗雷斯卡神戶青少年隊 |
| 55       | 日本     | 植田直通（Naomichi Ueda）                            | 1994年10月24日 | 2023年   | 尼姆奧林匹克           |
| 中 場    |          |                                                      |                |          |                        |
| 6        | 日本     | 三竿健斗（Kento Misao）                              | 1996年4月16日  | 2024年   | 魯汶                   |
| 10       | 日本     | 柴崎岳（Gaku Shibasaki）                             | 1992年5月28日  | 2023年   | 萊加內斯               |
| 13       | 日本     | 知念慶（Kei Chinen）                                 | 1995年3月17日  | 2023年   | 川崎前鋒               |
| 14       | 日本     | 樋口雄太（Yuta Higuchi）                             | 1996年10月30日 | 2022年   | 鳥栖砂岩               |
| 17       | 巴西     | ターレス・ブレーネル（Tales Brener）                 | 1998年5月12日  | 2024年   | 利沃夫                 |
| 20       | 日本     | 舩橋佑（Yusuke Funabashi）                           | 2002年7月12日  | 2021年   | 青年隊                 |
| 27       | 日本     | 松村優太（Yuta Matsumura）                           | 2001年4月13日  | 2025年   | 東京綠茵               |
| 33       | 日本     | 下田栄祐（Eisuke Shimoda）                           | 2004年5月5日   | 2025年   | 磐城FC                 |
| 37       | 日本     | 林晴己（Haruki Hayashi）                             | 2003年12月5日  | 2025年   | 明治大学               |
| 71       | 日本     | 荒木遼太郎（Ryotaro Araki）                          | 2002年1月29日  | 2025年   | FC東京                 |
| 前 鋒    |          |                                                      |                |          |                        |
| 9        | 巴西     | レオナルド・デ・ソウザ・ペレイラ（Leonardo Pereira） | 1995年2月3日   | 2025年   | 大阪櫻花               |
| 11       | 日本     | 田川亨介（Kyosuke Tagawa）                           | 1999年2月11日  | 2024年   | 哈茨                   |
| 19       | 日本     | 師岡柊生（Shusei Morooka）                           | 2000年12月9日  | 2023年   | 東京国際大学           |
| 34       | 日本     | 徳田誉（Homare Tokuda）                              | 2007年2月18日  | 2025年   | 青年隊                 |
| 40       | 日本     | 鈴木優磨（Yuma Suzuki）                              | 1996年4月26日  | 2022年   | 聖圖爾登               |
| 45       | 日本     | 吉田湊海（Minato Yoshida）                           | 2008年7月15日  | 2024年   | 青年隊                 |
| 46       | 日本     | 長疾風（Hayate Naga）                                | 2007年8月17日  | 2025年   | FCグランリオ鈴鹿       |
| 77       | 克罗地亚 | アレクサンダル・チャヴリッチ（Aleksandar Čavrić）    | 1994年5月18日  | 2024年   | 布拉迪斯拉發           |

## 榮譽
- 日本甲組職業足球聯賽總冠軍（8）：1996年、1998年、2000年、2001年、2007年、2008年、2009年、2016年
  - 首階段冠軍（3）：1993年、1997年、2016年
  - 次階段冠軍（3）：1998年、2000年、2001年
- 天皇盃（5）：1997年、2000年、2007年、2010年、2016年
- 聯賽盃（6）：1997年、2000年、2002年、2011年、2012年、2015年
- 日本超級盃（6）：1997年、1998年、1999年、2009年、2010年、2017年
- A3冠軍盃（1）：2003年
- 亞足聯冠軍聯賽（1）：2018年

## 曾效力著名球员
| - 秋田豐（1993–2003） - 中田浩二（1998–2004、2008–2014） - 柳澤敦（1996–2003、2011–2014） - 本山雅志（1998–2016） - 小笠原滿男（1998–2018） - 鈴木隆行（2000–2005） - 曾端準（2001–2010） - 內田篤人（2006–2010、2018–2020） - 大迫勇也（2009–2014） - 柴崎岳（2011–2016） - 土居聖真（2011–至今） - 金崎夢生（2013–2016、2018–2021） - 三竿健斗（2014–2023） - 安部裕葵（2017–2019） - 上田綺世（2019–2022） |  | 朴柱昊（2009） 李正秀（2010） 黄锡镐（2015–2016） 權純泰（2017–2023） |  | - 济科（1991–1994） - 莱昂纳多（1994–1996） - 馬辛尼奧·奧利維拉（1995–1996） - 佐真奴（1995–1998） - 卡洛斯·莫泽（1995–1996） - 比斯馬克·巴列圖·法利亞（1997–2001） - 白必圖（2000） - Euller（2002–2003） - 法比奧·祖利亞（2004–2005） - 里卡多·亚历山大·多斯·桑托斯（2005） - 法比奧·桑托斯（2006） - 馬斯奧·米蘭達·費利達斯·羅渣·達施華（2008） |

## 外部連結
- 鹿島鹿角官方網站 (日)* （页面存档备份，存于）
- 鹿島鹿角官方Facebook （页面存档备份，存于）
- 鹿島鹿角官方Twitter （页面存档备份，存于）
- 鹿島鹿角官方Instagram （页面存档备份，存于）
- 鹿島鹿角官方Youtube頻道 （页面存档备份，存于）

| 成就            | 成就                | 成就          |
| --------------- | ------------------- | ------------- |
| 前任： 浦和紅鑽 | 亞洲聯賽冠軍盃 2018 | 繼任： 希拉爾 |